# Bernhard Strehler
Bernhard Strehler (* 30. November 1872 in Liessau; † 11. Dezember 1945 in Jedlina-Zdrój deutsch bis Kriegsende Mai 1945 Bad Charlottenbrunn) war ein deutscher katholischer Priester, der maßgeblich an Gründung und Entfaltung des Bundes Quickborn mitgewirkt und damit zur katholischen Jugendbewegung beigetragen hat.

## Leben
Bernhard Strehler war das zweite Kind des Wiegemeisters der Lissauer Zuckerfabrik Carl Strehler und dessen Ehefrau Mathilde, geborene Soffner. Um 1875 kehrte die Familie nach Bettlern im Landkreis Breslau zurück und betrieb eine eigene kleine Landwirtschaft. Mit zwei weiteren nachfolgenden Geschwistern wuchs er dort auf.
Er studierte nach dem Abitur am Matthias-Gymnasium in Breslau Katholische Theologie an der Universität Breslau. 1898 wurde er vom Breslauer Bischof Georg von Kopp zum Priester geweiht, danach war als Kaplan in Lähn tätig und ab 1903 Präfekt am Fürstbischöflichen Knabenkonvikt in Neiße. 1907 promovierte er zum Doktor der Theologie. Angeregt durch die Ideen des Franziskanerpaters Elpidius Weiergans, der sich im Kreuzbund engagierte, gründete er zusammen mit Klemens Neumann und Hermann Hoffmann an seinem ehemaligen Gymnasium einen „abstinenten Schülerzirkel“. Dieser hatte das Ziel durch kameradschaftliche Geselligkeit, Pflege von Lied, Spiel und Tanz, durch Wanderungen und körperliche Ertüchtigung Abstinenz von Alkohol und Nikotin zu erwirken, ähnlich der Wandervogelbewegung. Zusammen mit Hermann Hoffmann gab er 1910 die Zeitschrift Heliand heraus, eine „Monatsschrift zur Pflege religiösen Lebens für gebildete Katholiken“, die eine religiöse Erneuerung auf biblischer Grundlage beabsichtigte.
1918 gründete Strehler den „Groß-Quickborn“ als Kulturbewegung und initiierte die Zeitschrift Die Schildgenossen, welche die Ideen der Bewegung verbreitete. 1919 gelang ihm der Erwerb der Burg Rothenfels in Rothenfels als Zentrum des noch heute bestehenden Quickborn-Bundes. Hier wirkte Bernhard Strehler lange Jahre als Burgvater und Bundesführer.
Nachdem sich Romano Guardini 1920 auf der 2. Burgtagung dem Quickborn-Kreis angeschlossen hatte und rasch dessen geistlicher Mentor und bestimmende Gestalt wurde, übernahm Guardini auf Strehlers Vorschlag hin 1927 die Leitung der Burg und des Bundes. Strehler kehrte in das Erzbistum Breslau zurück und wirkte bis zu seinem Tod als Pfarrer in Bad Charlottenbrunn im Landkreis Glatz. Durch unermüdliche Spendenaufrufe und finanziellen Hilfen des Quickborn-Bundes ließ er drei moderne Kirchen bauen: Die Kirche zur Heiligen Dreifaltigkeit in Bad Charlottenbrunn, die Christus-König-Kirche in Blumenau und die Marienkirche in Steingrund.

## Schriften (Auswahl)
- Der theonome und theocentrische Charakter des katholischen Sittlichkeitsideals (1907, Dissertation)
- Gänge durch die katholische Moral (1907)
- Lebenshemmungen und Kraftquellen: Blicke in das Ringen unserer Zeit (1914)
- Mein Licht und mein Heil: Erwägungen für Kanzel und Haus im Anschluß an die Sonntagsepisteln (1920)
- Aus dem Werden und Leben Quickborns (1927)
- Näher zu Gott! Erwägungen für Kanzel und Haus im Anschluß an das Kirchenjahr (1929)